# Grammy Hall of Fame
O Prêmio Grammy Hall of Fame Award é uma premiação especial do Grammy, estabelecida em 1973 para honrar gravações (singles e álbuns) de todos os gêneros que tenham no mínimo 25 anos e, que possuam contribuição qualitativa ou histórica, desde a virada do século XX até à atualidade.
O prêmio concedeu honrarias em todos os gêneros, como por exemplo: clássico, ópera, country, hip hop, R&B, teatro e, até filme. O clássico álbum de 1975 de Willie Nelson, "Red Headed Stranger", e o set de rock de 1965 de Bob Dylan, "Highway 61 Revisited", estão entre os cinquenta e cinco títulos recém-adicionados a esta categoria. Os títulos são selecionados anualmente, por um comitê composto por profissionais do ramo da gravação, com a aprovação final feita no Conselho Nacional de Curadores da Academia de Gravação.
Em 2018 alguns representantes do rock receberam a honraria na 60ª edição do Grammy (em janeiro no Madison Square Garden, Nova York), são estes: Rolling Stones com o single “Paint it, Black” (1966); Nirvana com o álbum "Nevermind" (1991); Aerosmith com o single “Dream On” (1973); Queen com o álbum "A Night at the Opera" (1975); David Bowie como single “Space Oddity” (1969); Jimi Hendrix com o álbum "Band of Gypsys" (1970), e; Johnny Cash como álbum "Johnny Cash at Folsom Prison" (1968).
Até 2010, há aproximadamente 850 recipientes do Grammy Hall of Fame Award,[carece de fontes?] dentre talvez centenas de milhares de álbuns e singles que foram gravados desde 1900.